# بخش تانگژو
بخش تانگژو (به لاتین: Tanggu District) یک ناحیه (چین) و تقسیمات کشوری سابق در چین است.